# Makov
Makov és un poble i municipi d'Eslovàquia que es troba a la regió de Žilina, al centre-nord del país. El 2021 tenia 1.710 habitants.

## Demografia
| Godina             | 1994 | 2004   | 2014   | 2024   |
| ------------------ | ---- | ------ | ------ | ------ |
| Nombre de persones | 1974 | 1905   | 1769   | 1662   |
| Diferència         |      | −3,49% | −7,13% | −6,04% |

| Godina             | 2023 | 2024   |
| ------------------ | ---- | ------ |
| Nombre de persones | 1678 | 1662   |
| Diferència         |      | −0,95% |